# Calamaria lovii
Calamaria lovii este o specie de șerpi din genul Calamaria, familia Colubridae, descrisă de Boulenger 1887. A fost clasificată de IUCN ca specie cu risc scăzut. Conform Catalogue of Life specia Calamaria lovii nu are subspecii cunoscute.